# İstanbulboğazı, Perşembe
İstanbulboğazı là một xã thuộc huyện Perşembe, tỉnh Ordu, Thổ Nhĩ Kỳ. Dân số thời điểm năm 2010 là 189 người.